# Bourcefranc-le-Chapus

Bourcefranc-le-Chapus este o comună în departamentul Charente-Maritime, Franța. În 1 ianuarie 2022 avea o populație de 3.515 de locuitori.